# Vlag van Rumpt

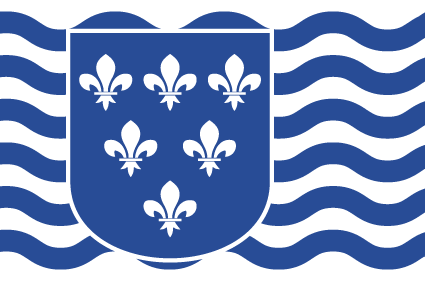
Dorpsvlag Rumpt

De vlag van Rumpt werd in 1994 door het Nederlandse dorp Rumpt in gebruik genomen. Het ontwerp is het resultaat van een ontwerpwedstrijd die werd gehouden. Op de vlag staat het wapen van Rumpt geplaatst op zes blauwe golvende banen die de Linge symboliseren en de straten van het dorp. In 1550 werd Rumpt eigendom van het geslacht Van Scherpenzeel. Het familiewapen van het geslacht wordt algemeen als het wapen van Rumpt beschouwd. Het ontwerp van de vlag is van Froukje Stroeve.

Wapen van Rumpt

Acquoy
· Beekbergen-Lieren
· Beemte Broekland
· Bemmel
· Bennekom
· Bredevoort
· Deil
· Doornenburg
· Ederveen
· Elden
· Emst
· Enspijk
· Epse
· Gameren
· Gellicum
· Groenlo
· Harskamp
· Herwijnen
· Heukelum
· Heveadorp
· Hoenderloo
· Kerkdriel
· Klarenbeek
· Kootwijkerbroek
· Laag-Keppel
· Lathum
· Leuvenum
· Loenen
· Loil
· Meteren
· Netterden
· Oosterhuizen
· Radio Kootwijk
· Rumpt
· Schaarsbergen
· Spijk
· Stroe
· Teuge
· Uddel
· Ugchelen
· Vaassen
· Vierhouten
· Voorthuizen
· Vredenburg/Kronenburg